# Guaguancó

Patró del guaguancó a l'estil de Matanzas

El guaguancó és una modalitat de rumba cubana d'origen urbà (regió occidental de Cuba) i eminentment narrativa, la qual forma part de l'anomenat complex de la rumba.

## Història
El seu nom pot ésser posterior a la seua existència, ja que es coneix un danzón titulat Guaguancó, que es ballava a l'Havana el 1893.

## Característiques
La part inicial del cant és extensa i pren el caràcter d'un llarg relat, gairebé sempre al·lusiu a un esdeveniment o a una persona. De vegades, s'empren dècimes com a forma narrativa; d'altres, pareadors o simplement prosa. L'estructura típica ha estat descrita així: primer, una introducció, nana o diana, que fa el guia per a establir la línia melòdica; després, el tema, que és l'assumpte central i pot ésser cantat per diverses veus; la tornada, cantada per tots els qui participen en la rumba; la inspiració, que és la improvisació del guia (abans de la tornada, presenta, de vegades, una dècima de caràcter narratiu o aclaridor), i la conclusió o cierre. La línia melòdica és més fluida que en el yambú, i el ritme, més ràpid i figuratiu, amb alguns sons sostinguts.
Els instruments musicals originals eren senzills i facturats de manera artesanal: tambor, quinto, conga feta amb dogues de barril i dues culleres o bastonets per a repicar al cos del calaix o conga.
En l'actualitat, a la part cantada se li afegeix una de ballable, anomenada rumba del guaguancó. El ball representa la persecució de la femella pel mascle, que intenta de vaccinar-la, mentre que ella tracta de protegir-se dels seus atacs amb les mans o amb algun objecte. Durant aquest estira-i-arronsa (els moviments de l'home són pelvians mentre que els de la dona neixen als malucs) es demostra l'habilitat dansaire dels ballarins. Avui s'ha estilitzat molt el moviment del vacunao, el qual és suggerit amb un moviment de mocador o d'una altra part del cos (cames i braços). A final del segle passat i a començaments de l'actual, existiren els cors (agrupacions d'homes i dones especialitzats a tocar guaguancó).
Els passos del ball són més desarticulats que en el yambú, i el ritme, més ràpid. Antigament, es ballava per a propiciar la fertilitat femenina. Les seues clares referències sexuals i el seu origen mestís provocaren, al començament, la seua marginació als salons. Malgrat que és un dels gèneres dansaires integrants del complex de la rumba de més difusió, en la forma original forma part del folklore cubà i pràcticament no es balla fora del país. Tot i així, avui en dia, és fàcil trobar en molts conreadors de música salsa, la fusió, en una mateixa obra, d'elements musicals provinents del guaguancó i del son (guaguancó-son).

## Figures representatives
- Gonzalo Asencio Hernández, Tío Tom (1919-1991), es va distingit com a autor, cantador, ballador i tocador del quinto, i fou conegut com a Rei del Guaguancó.
- El títol de reina va pertànyer a Celeste Mendoza "La Soberana" (1930-1998) des del 1958[2] per la seua inconfusible forma d'interpretar aquest gènere de la música cubana.
- Arsenio Rodríguez, músic de la província de Matanzas i conegut pel seu tema Malanga murió.[3]
- Los Papines.[3]
- Los Muñequitos de Matanzas.[3]
- Conjunto Clave Y Guaguancó.[3]

## Cançons destacades
- La Historia de un Rumbero de Los Papines
- De Tumbao de Joseíto Fernández
- Salsa Criolla de	Los Papines
- La Última Rumba de Celeste Mendoza
- Ya Nada Me Importa de Los Acosta
- Sin Cortinas de Chichi Peralta
- Obsesión de Tito Puente
- El Tiburón d'El Zorro
- Me Vengaré de La Lupe
- Cositas de Mi Cuba de Miguel Quintana
- El Guaguancó de Marta de Manuel "Puntillita" Licea
- Así Son Bonco de Francisco Aguabella
- A los Rumberos de Belen de Sierra Maestra
- Para Qué Niegas de Ray Barretto
- Cuando Te Vea de Tito Puente
- Ija Mo Dupe de Clave y Guaguancó
- La Morena de Chichi Peralta
- Quiero Matar el Dolor de Celina y Reutilio
- El Breve Espacio de Yoruba Andabo
- No Pierdas la Maña de Septeto Habanero
- Guaguancó Margarito de Santos Colón
- Canto de Palo d'Alfredo Rodríguez
- Donde Ayer Me Dejaste de Los Acosta
- La Confianza de Celeste Mendoza[4]